# 掛取万歳
『掛取万歳』（かけとりまんざい）は古典落語の演目。上方落語では『天下一浮かれの掛け取り』（てんかいちうかれのかけとり）、『大晦日浮かれの掛取り』（おおみそかうかれのかけとり）。現在は東西とも、省略形の『掛け取り』（かけとり）という題で演じられることが多い。
大晦日の長屋を舞台に、掛け金（ツケ）の回収＝掛け取りにやって来る業者と、相手の性格に合わせた形で撃退しようとする主人公とのナンセンスなやりとりが展開される噺である。主人公のもとに4人の人物が登場する構成のうち、ひとり目が登場する場面だけ演じるものを『狂歌家主』（きょうかいえぬし、きょうかやぬし）、ふたり目の人物までを『借金取り撃退法』（しゃっきんとりげきたいほう）の題で演じることがある。
月亭春松編の『落語系圖』には初代林家蘭玉作と記載されている。その後2代目桂蘭玉が大きくアレンジし、現在の形に近い物になった。。6代目三遊亭圓生は、『円生全集（新版）』第1巻収録の「輪講 掛取万歳」の中で「上方の初代蘭丸が作りまして、その後明治維新（一八六五）前後同地にて活躍しました、二代目林家菊丸が、手を加えて改作したと、いわれております」と述べている。武藤禎夫は、桂松光の『風流昔噺』（万延2年・1861年）に内容を伺わせる演題が二つ記されていることから、「当時すでにいくつかのサゲがあったようである」と記している。前田勇は「東京のは上方より移植したもの」とする。
地口やパロディを多く用いた、小咄の積み重ねのような構造の演目。武藤禎夫は「バラエティーに富み、音曲などもまじえて演ずるにぎやかな噺だが、それだけにむずかしい大作といえる」と評している。また、三河萬歳を用いる本来のサゲの前の演じ方は演者の自由であり、三河萬歳への親しみが薄れて、持ち時間も短い現在では「中途の切りのよい、笑いの多い所で終えている」とする。

## あらすじ
長屋に住む男（東京落語では八五郎、上方では熊五郎）の所帯は貧しく、たまった家賃や、食料品に掛かったツケを払う金が用意できなかった（※かつて食料品の小売では、月末にまとめて支払う方法が一般的だった）。
去年は男が布団の中に入り、顔の上に白布をかぶって（または、早桶の中に入って）死んだふりをしてやり過ごそうとしたが、騙された長屋の大家が、妻に香典を渡そうとした。妻が固辞するので、男は思わず手を出し「もらっとけ!」。大家は激しく驚いたのだった。今年も死んだふりをするわけにはいかず、男は困った末に、掛け取りたちの好きなもので断りを入れれば、気分よく帰っていくのではないかと思いついた。
大家は狂歌マニアである。男は大家に「貧乏のボウ（棒）も次第に長くなり 振り回されぬ年の暮れかな」「貧乏をすれど我が家に風情あり 質の流れに借金の山」などの狂歌を並べる。感じ入った大家は「貸しはやる 借りは取られる 世の中に何とて大家つれなかるらん」（歌舞伎の『菅原伝授手習鑑』に登場する「梅は飛び桜は枯るる 世の中に何とて松のつれなかるらん」のパロディ）と詠み、返済の延期を約束してしまう。
魚屋の金公（上方では酒屋の主人）は喧嘩っ早い性格である。彼が「借金をとるまでは、テコでも動かない」と言ったのを逆手に取って、男は「金が入るまで、そこに何十年でも座っていろ」とやり返して挑発。押し問答のうちに、ツケが帳消しになるに至る。
酒屋の番頭（上方では醤油屋の主人）は芝居好きである。男は「お掛け取り様の、お入いーりいー」と叫び、この掛け取りを歌舞伎の『仮名手本忠臣蔵』の「上使」に見立てて招きいれると、彼は路地を花道に見立ててやって来た。男は、芝居調子で「雪晴るる 比良の高嶺の夕間暮れ 花の盛りを過ぎし頃かな」と、近江八景を組み込んだ短歌を読む。その後、近江名物の地口を混ぜ込んだ言い訳が続き、「あの石山の秋の月……三井寺の鐘を合図に」と、来年の9月まで支払いを遅らせる約束を果たす。掛け取りは、役者が舞台を下がるようにして長屋を出て行く。
三河屋の主人がやって来ると、男は三河屋を三河萬歳の才蔵に見立て、三河萬歳の太夫の調子で「待っちゃろか。待っちゃろか。待っちゃろかと申さあば。ひと月ならひと月目、ふた月ならふた月目、こけらあじゃ、どうだんべえ」とはやす。「なかなか、そんなことじゃあ勘定なんかできねぇ」「できなけれぇば、待っちゃろか」とするうちに、掛け合いに持ち込み、最後には呆れた旦那が「ならばいつ払えるんだ」と問うと、「ああら、ひゃあく万年もォ、過ぎたなら（払います）」

## バリエーション
前記の通り、掛け取りの順序や組み合わせは大きく変化する。
芝居好きの掛け取りが登場する場面など、しばしばハメモノ（上方落語で広く用いられる演出用の楽器演奏）が用いられる。東京の落語家もこの演目ではハメモノを導入する場合が多い。初代橘ノ圓都は、義太夫、大津絵節、「かまやせぬ節」などの音曲中心の演出を行い、最後は口合（洒落）好きな米屋を登場させ「お前、この前何て言うてたんや。『一生（一升）のお願いでございます。二度（二升）とは申しません。すぐに返しに参上（三升）つかまつります』と、殊勝（四升）に言うもんやさかいに、後生（五升）になると思うて米の払い待ってやったのに、毒性（六升）な目に合わせよった。・・・」と数を増やす催促を言った後、最後は主人公の「払いは一統（コメの一斗をかける）にお断りでございます。」で落ち（サゲ）となる。
ふたり目ないし3人目の掛け取りが相撲好き（3代目桂米朝、4代目柳亭市馬ら）であるとか、義太夫好き（6代目三遊亭圓生）という演じ方もある。
5代目桂米團治は大家の代わりに「クラシック音楽が好きな洋服屋」、4代目柳亭市馬は3人目の掛け取りに三橋美智也の歌が好きな「三橋屋」を登場させる。
男が戸を閉めて篭城を決め込み、困った掛け取りが隣の主人に「火事だ、と叫んで追い出してくれ」と頼むが、男が窓から50銭を出して「これで火を消してくれ」とやり返す、という落ちもある。

## 改作など
6代目春風亭柳橋の改作に『掛取り早慶戦』がある。発表当時の流行だった野球の早慶戦をモチーフに、両校の応援歌の替え歌や、野球用語の地口を多く用いた。6代目柳橋には他に『掛け取り新戦術』と題されたSPレコードの音源が残る。
茂山逸平は本演目を新作狂言として移植した。大家の趣味は能に置き換えられ、太郎冠者(長屋の男)は能がかりで応対した末、女および近所から呼んだ囃子方の囃子にノって舞いながら追い返される。酒屋の主人とは喧嘩になるが、敢えて主人を勝たせて気をよくさせたまま追い返す。